# Шайтан-Мердвен
Шайта́н-Мердве́н (укр. Шайтан-Мердвен, крымскотат. Şeytan Merdiven, Шейтан Мердивен; в переводе с крымскотатарского «чёртова лестница») — горный перевал в западной части Ай-Петринской яйлы Крыма, от которого шли дороги в деревни Байдары и Скеля.

## Рельеф
Высота перевала — 578 м над уровнем моря. Дорога на перевал со стороны моря представляет собой крутое ущелье, в некоторых местах напоминающее созданные природой гигантские каменные ступени.
По обеим сторонам от перевала возвышаются скалистые вершины: Мердвен-кая («скала у лестницы» (тат.) 580 м над уровнем моря) — на западе и Балчик-кая («грязная, болотная скала»; 856 м.) — на востоке. Расстояние между Мердвен-каясы и Балчик-каей — около 1 км. Узкая теснина, по которой проложен спуск, начинается у самого подножья Мердвен-каи. Несмотря на относительно небольшую высоту над уровнем моря, наклон каменного желоба составляет около 40°, и подниматься по нему без помощи рук невозможно, поэтому путь идет не прямо, а зигзагами, местами предельно узкими. После землетрясения 1927 года подъём на перевал стал более затруднительным, ранее уклон был меньше. Древний путь состоит из скалистых маршей длиной от 5 до 23 м, очень круто поворачивающих на 90—160° по отношению к соседним. От входа в теснину и до выхода из неё 23 поворота. Они, конечно, удлиняют путь но, что очень важно для повозок, уменьшают наклон до 10—15°. Дорога была вполне доступна пешеходам, подъём занимает 20—25 минут.

## История
На некоторых участках горной тропы присутствуют остатки подпорных стен и крепид. Дорога, по всей видимости, существовала здесь с незапамятных времен, учеными найдены кремниевые микролиты. В XII—XIII веках на вершине Исар-Кая к востоку от перевала существовало сторожевое укрепление Мердвень-Исар. В период, когда эти места входили в Кефинский санджак Османской империи, «обслуживанием» перевала занимались жители деревни Узунджи — известны ярлыки хана Селим Гирея III от 1765 года, согласно которому жители Узунджи, Скели и Календе за право безвозмездного пользования лесом и пастбищами во владениях султана, должны были поддерживать в порядке Шайтан-Мердвень. До постройки шоссе Севастополь — Ялта в 1848 году Шайтан-Мердвень с древнейших времён служил путём на южный берег жителям Байдарской долины.

Впервые дорога описана в труде Петра Палласа «Наблюдения, сделанные во время путешествия по южным наместничествам Русского государства» 1794 года
Из этой же долины через Скелё, спускаясь в Мухалатку по так называемой лестнице (Мердюен), где лошади спускаются самым трудным горным проходом, со скалы на скалу, как по ступеням лестницы; подъём здесь невозможен.
 В 1820 году проехав через перевал, И. М. Муравьёв-Апостол оставил довольно подробное его описание
…это в точном смысле лестница, витая, почти по отвесу проложенная в расщелине горы и ведущая от подошвы скалы до вершины оной. Тесные, между огромных камней обороты, в которых лошадь должна вдвое изгибаться, дабы переступить с высокой ступени на другую, делаютспуск по леснице сей не только опасным, но и невозможным, почему путешественники и даже татары сходят по ней пешком. Подъём же на неё хотя и труден, но возможен… лошадь моя… бодро и не останавливаясь вынесла меня на верх мердвеня…
Шарлья Монтандон в «Путеводителе путешественника по Крыму, украшенный картами, планами, видами и виньетами…» 1833 года писал
Зажатая меж двух скал, если можно так выразиться, отвесная тропа частично вырублена в твердом камне, частично поддерживается деревянными кольями и представляет собой узкую лестницу, образующую на протяжении 800 шагов более 40 зигзагов, почти параллельно громоздящихся один над другим. Спускаются здесь обычно пешком; поднимаясь, несмотря на крутизну склона и неровности почвы, можно оставаться на лошади.
 В путеводителе Марии Сосногоровой 1871 года упоминается указатель на шоссе «направо в Мердвен, налево в Мелаз»; поднимались в то время на перевал верхом, а спускались вниз только пешком. А. Я. Безчинский в путеводителе 1902 года рекомендовал путь через Шайтан-Мердвен, вместо обходного проезда, с южного берега в Байдарскую долину любителям горных пешеходных экскурсий.

## Путешественники и мемуаристы описавшие Шайтан-Мердвен
На Чертовой лестнице побывали многим известные личности, которые отразили это в своих записках: П. Паллас и Дюбуа де Монпере, герой Отечественной войны 1812 года генерал Н. Раевский, А. Пушкин, А. Грибоедов и В. Жуковский, писатель и инженер В. Гарин-Михайловский, поэтесса Леся Украинка, поэт Валерий Брюсов.

А. С. Пушкин в письме Дельвигу описал подъём на Шайтан-Мердвен во время поездки в Крым в 1820 году
…страшный переход его по скалам Кикенеиса не оставил ни малейшего следа в моей памяти. По Горной лестнице взобрались мы пешком, держа за хвост татарских лошадей наших. Это забавляло меня чрезвычайно и казалось каким-то таинственным восточным обрядом.
 1 июля 1825 года через перевал проехал А. С. Грибоедов, что поэт отметил в своих дневниках
Стихотворение «Мердвен» Леси Украинки вошло в цикл «Крымские воспоминания» и опубликовано в сборнике «На крилах пісень» в 1893 году:

Бескиди сиві, червонії скелі,

Дикі, непевні, нависли над нами.

Се, кажуть люди, злих духів оселі

Стали під хмари стінами.

З гір аж до моря уступи сягають,

Люди ж прозвали їх Чортові сходи;

Ходять злі духи по них та збігають

Гучні веснянії води.

Люди ж не сміють зійти по тих сходах

Геть на верхів’я, туманом повиті, -

Духи поклали по всіх переходах

Скелі, від кручі відбиті;

Хто тільки йтиме по сходах, — задушать,

Кинувши скелею в нього тяжкою,

І подоланого стогін заглушать

Духи луною гірською.